# Seznam računalniških programov za glasbeno notiranje
Seznam računalniških programov za glasbeno notiranje.
- V vrhu notacijskih programov je program Finale, ki ga je izdeluje firma Coda. V vseh pogledih pridobiva ta program z vsako novo verzijo izboljšave in je na prvem mestu v profesionalni uporabi. Deluje v okolju PC in Mac. Uporablja MIDI-playback, tako da je mogoče takoj slišati vnešeno glasbo. Ponuja več načinov vnosa glasbenega materiala, vključno z MIDI-sintetizatorjem ali z Macintoshevo tipkovnico. Možna je tudi nestandardna notacija v smislu manj kot 5 vrstičnega notnega črtovja, tolkalskih notnih zapisov, aleatorične in grafične notacije.
- MuseScore Studio je brezplačen odprtokodni program za zapisovanje not, ki deluje v PC, Mac in Linux okolju, podpira vnašanja preko MIDI naprav in ima prepričljiv predvajalnik z vzorčenimi zvoki glasbil in glasov. Vmesnik je preveden tudi v slovenščino.
- Lime je uporabniku zelo preprost program. Zadnje izboljšave vključujejo MIDI-playback. Note je mogoče vnašati z elektronsko klaviaturo in z računalniško tipkovnico.
- Nightingale je eden najpreprostejših programov za notiranje.
- MIDIScan je program, ki omogoča, da se ročno napisana notna pisava, ki je skenirana in spremenjena v grafično obliko in posledično v format, ki ga lahko predvajamo z uporabo MIDI. Deluje samo v okolju PC.
- Overture omogoča notacijo širokega spektra, od naslovnih strani do velikih orkestralnih del. Hiter in preprost za uporabo je dosegljiv po znatno nižji ceni kot Finale.
- Guitar Pro je zelo močno orodje za pisanje glasbe. Omogoča tudi vajo iz počasnejšega tempa k vedno hitrejšemu.
- Sibelius je najmlajša in najbolj optimalna programska oprema za notacijo. Uporabnik se ga nauči hitro, program pa deluje tako na sistemih PC kot na Mac. Končni izgled partiture se približuje profesionalnemu in zanj ne porabimo veliko časa. Sibelius vključuje tudi skeniranje glasbe, internetno založbo, integralno programsko ponudbo - ni le notacijski program.
- MusicTime (Passport Design). Ta program je priporočljiv za začetnike in ima veliko zmogljivosti visoko cenjenih programov. Pri vnašanju podatkov z datotek MIDI je omogočena nastavitev časovnega rasterja oziroma vpisovanje v »real-time« standardu do 16 glasne glasbe. Omogočen je »playback« z uporabo programa QuickTime.

Mnogo izmed programov je namenjenih predvsem kompatibilnim osebnim računalnikom, nekateri izmed njih pa so programirani predvsem za okolje Macintosh. Število notacijskih programov se iz dneva v dan povečuje, tu so še Encore, Songworks, Logic, v profesionalnem svetu pa še vedno prednjači Finale.